# Borgarnes
Borgarnes is een gemeente en stad gelegen op een rotsachtig schiereiland aan de kust van de Borgarfjörður in IJsland. De stad Borgarnes telde in 2013 1.759 inwoners. Het stadje ligt 60 kilometer ten noorden van de hoofdstad Reykjavík en is verbonden met de hringvegur via de langste brug van IJsland, de Borgarfjarðarbrú.
Het warme water in de stad komt uit Deildartunguhver, de grootste warmwaterbron ter wereld die 33 kilometer verderop ligt.

Borgarnes

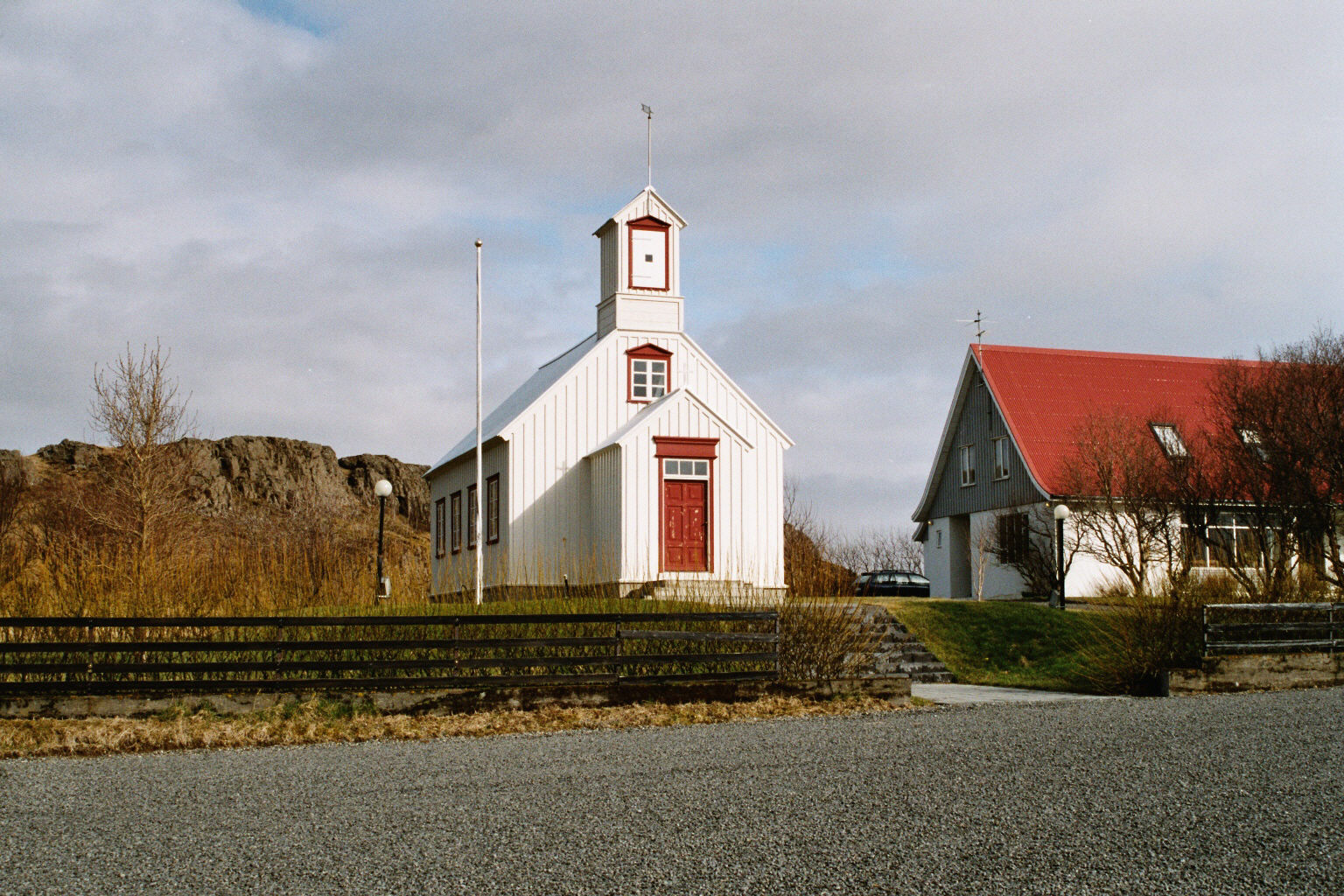
Borgarkirkja, vlak bij de stad

## Geschiedenis
Ten tijde van de kolonisatie van IJsland kwam de viking Egill Skallagrímsson met zijn familie in dit gebied aan, en de plek waar zijn vader hun boerderij bouwde noemden ze Borg (plaats, of burcht). De fjord waar hij aan woonde noemde hij Borgarfjörður (fjord van Borg). Een eindje van zijn woning verrees in later tijden een plaatsje dat derhalve Borgarnes werd genoemd (nes betekent zoiets als landengte of klein schiereiland). De wederwaardigheden van Egill wordt in Egils saga uitvoerig beschreven.
Het eerste gebouw in Borgarnes werd gebouwd in 1857, dit was een fabriek maar werd een aantal jaren later weer afgebroken. In 1877 werd er een winkelpand gebouwd, daarna kwam er langzaam leven in de plaats.
In 1913 werd Borgarnes officieel een stad, toen heette de gemeente nog Borgarneshreppur, in 1987 werd het Borgarnesbær, maar in 1994 werd het weer veranderd naar de recente Borgarbyggð, waar ook de plaatsen Hvanneyri, Bifröst, Kleppjárnsreykir en Reykholt toe behoren.

## Economie

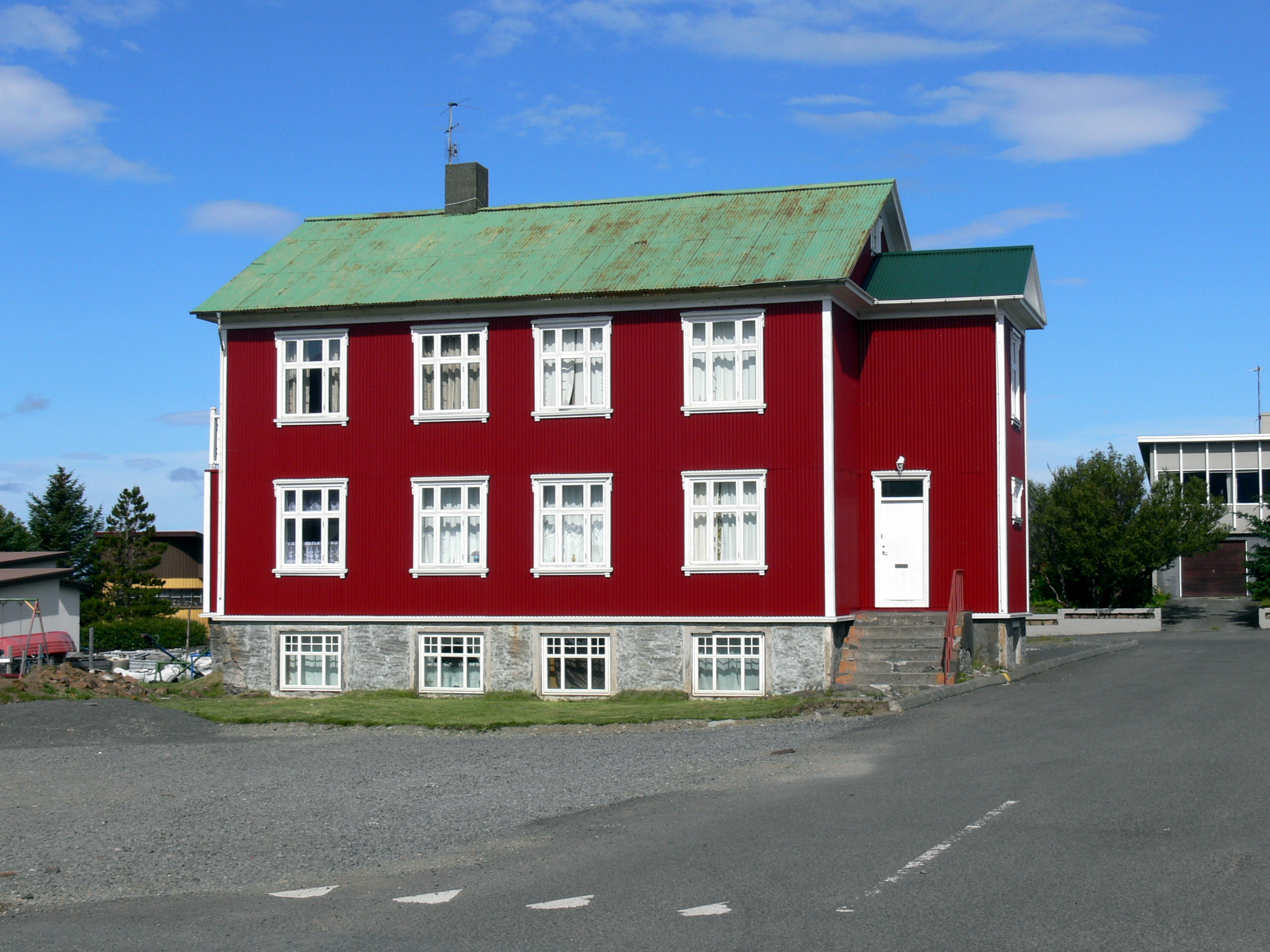
Een rood huis in het centrum

In 1904 werd KB (Kaupfélag Borgfirðinga) opgericht, een van de belangrijkste leveranciers in de 20e eeuw. Borgarnes leeft veel van handel maar ook het toerisme. Het stadje beschikt wel over een kleine haven, maar de visindustrie neemt er geen belangrijke plaats in. In het centrum ligt het kleine winkelcentrum "Hyrnan" met winkeltjes en andere faciliteiten.

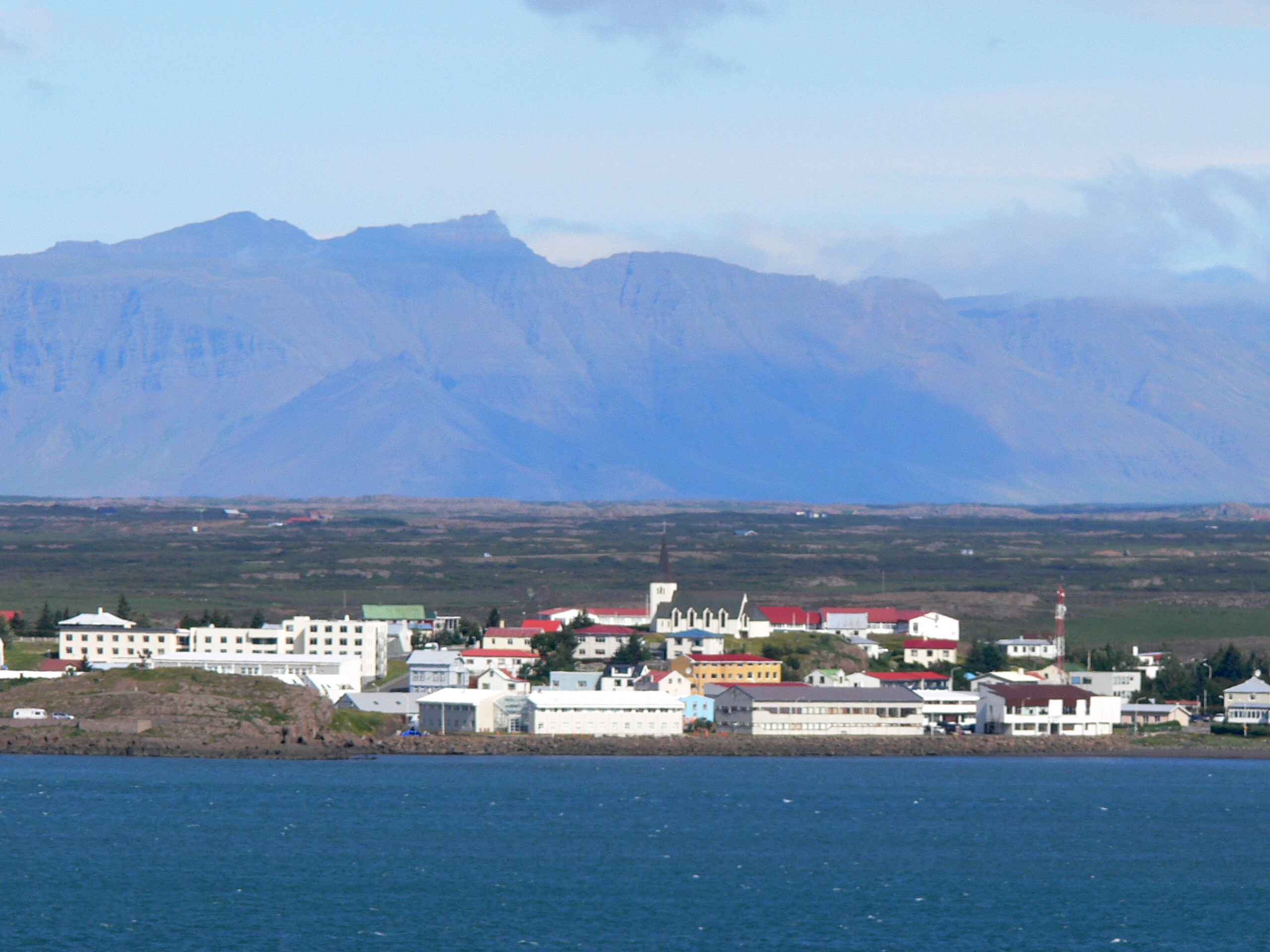
Blik op de stad

## Bezienswaardigheden
- Borgarneskirkja, de stadskerk die op een heuvel ligt. De bouw van de kerk was in 1959 klaar.
- Brákin, monument uit 1997.
- Skallagrímsgarður, een klein stadspark dat in de jaren 30 werd geopend. Men zegt dat de stoffelijke resten van de vader van Egill Skallagrímsson hier begraven zijn.
- Landnámssetur Íslands (of Settlement Centre), is een museum met exposities over Egill Skallagrímsson, in een van de oudste huizen van Borgarnes.
- Borgarkirkja, een oudere kerk net buiten de stad uit 1880 bij Borg, destijds de nederzetting van Egill Skallagrímsson.

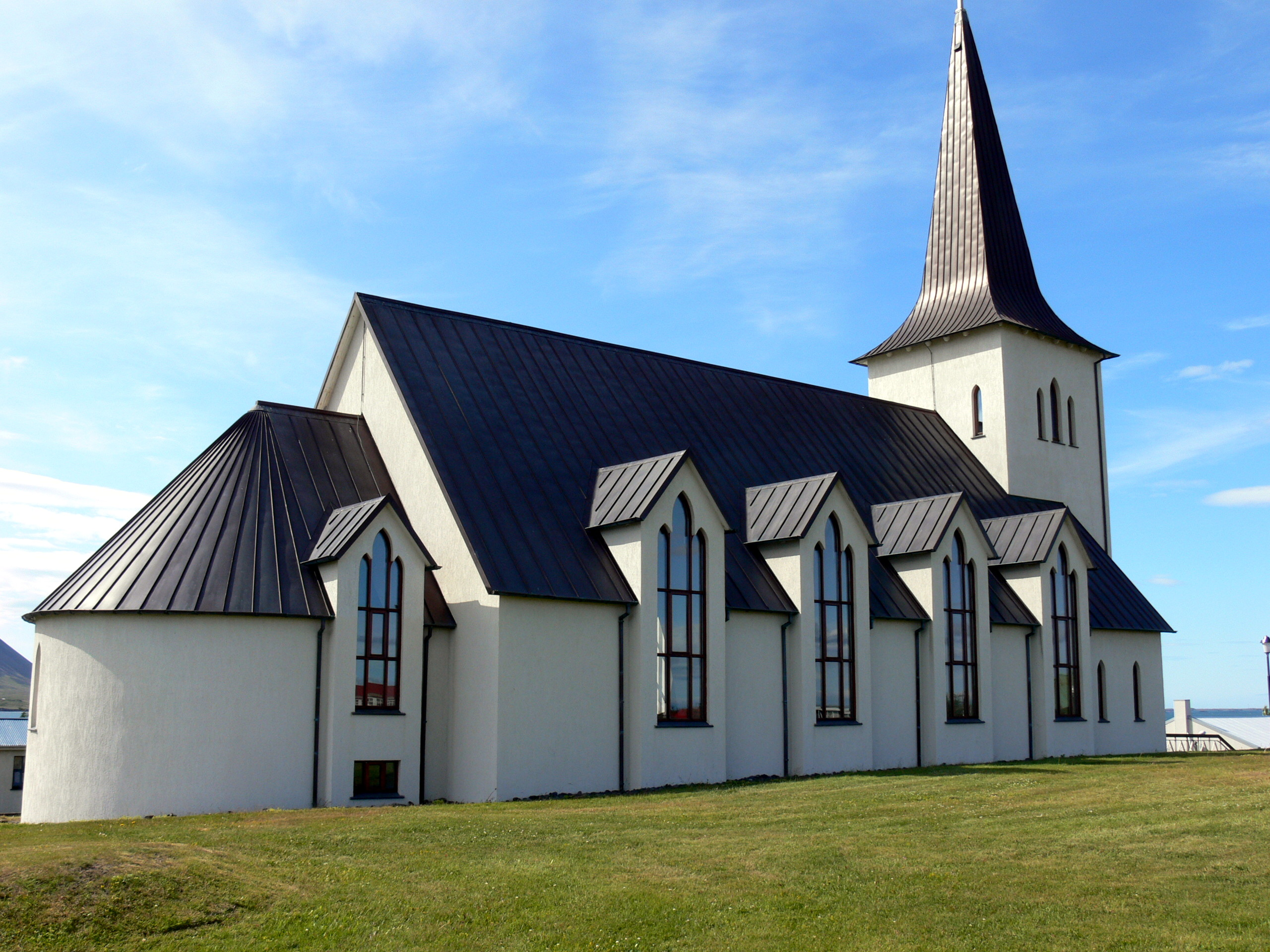
Borgarneskirkja op de heuvel in het centrum

## Geboren
- Ívar Orri Kristjánsson (1989), voetbalscheidsrechter